# Ceratotrupes fronticornis
Ceratotrupes fronticornis är en skalbaggsart som beskrevs av Wilhelm Ferdinand Erichson 1847. Ceratotrupes fronticornis ingår i släktet Ceratotrupes och familjen tordyvlar. Inga underarter finns listade i Catalogue of Life.